# 바버라 아처
바버라 아처(영어: Barbara Archer, 1925년 11월 7일 ~ )는 잉글랜드 출신의 배우이다. 해머사 영화 《괴인 드라큐라》(1958)에 출연했다.